# Chestres
Chestres is een plaats en voormalige gemeente in het Franse departement Ardennes in de regio Grand Est.
In Chestres bevinden zich oorlogskerkhoven en monumenten uit de Eerste Wereldoorlog. In de streek werd hevig gevochten in 1918 tussen het Franse 4e Leger en de Duitsers.
- Nécropole nationale française de Chestres, Franse begraafplaats voor 2.484 Franse, 320 Tsjechoslowaakse, 246 Russische en 10 Belgische gesneuvelden;
- Monument voor de Tsjechoslowaakse strijders in het 21e en 22e regiment van het 4e Franse Leger.
- Cimetière allemand de Chestres, Duitse begraafplaats voor 1.843 gesneuvelden.

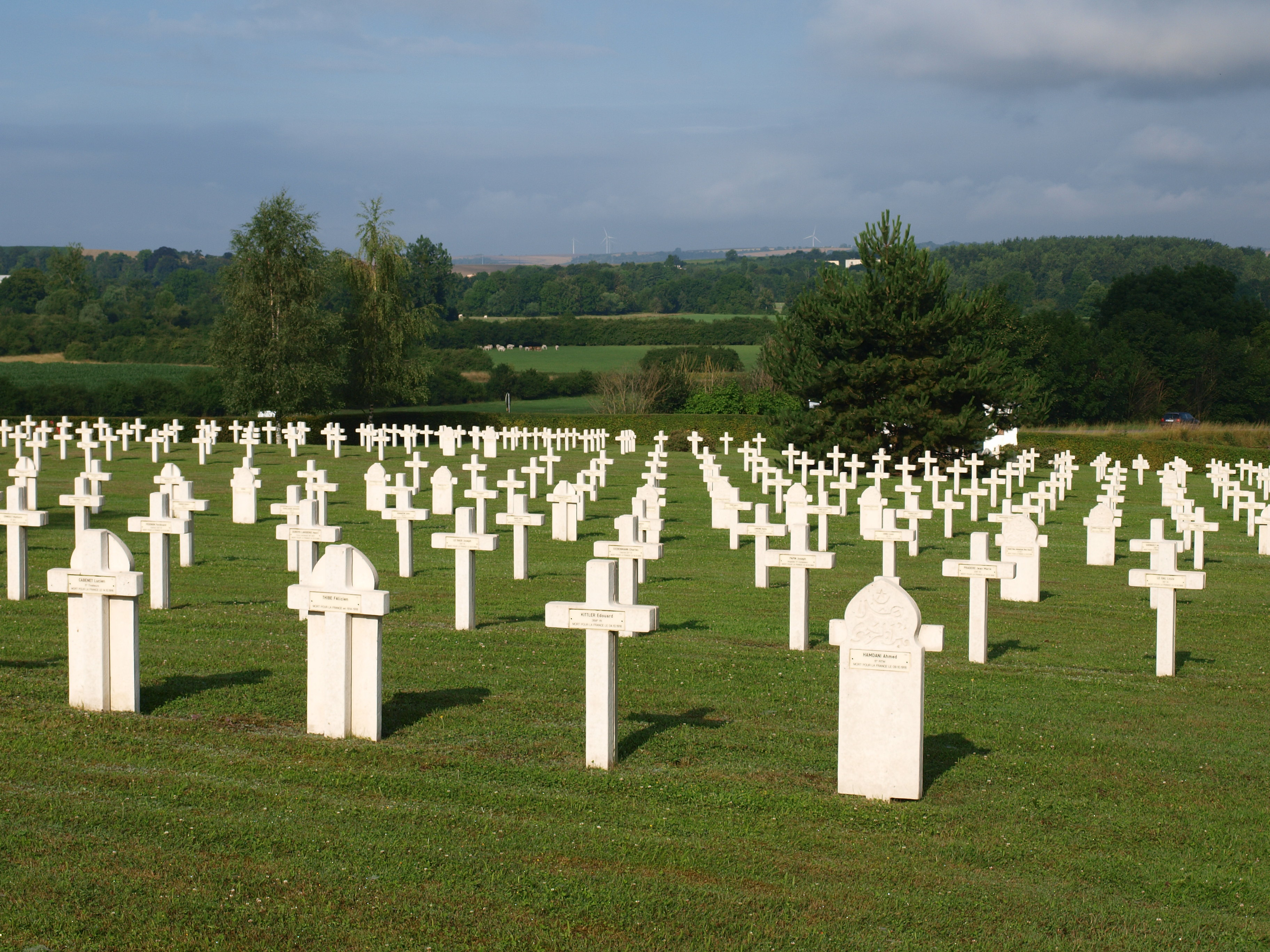
Nécropole nationale française
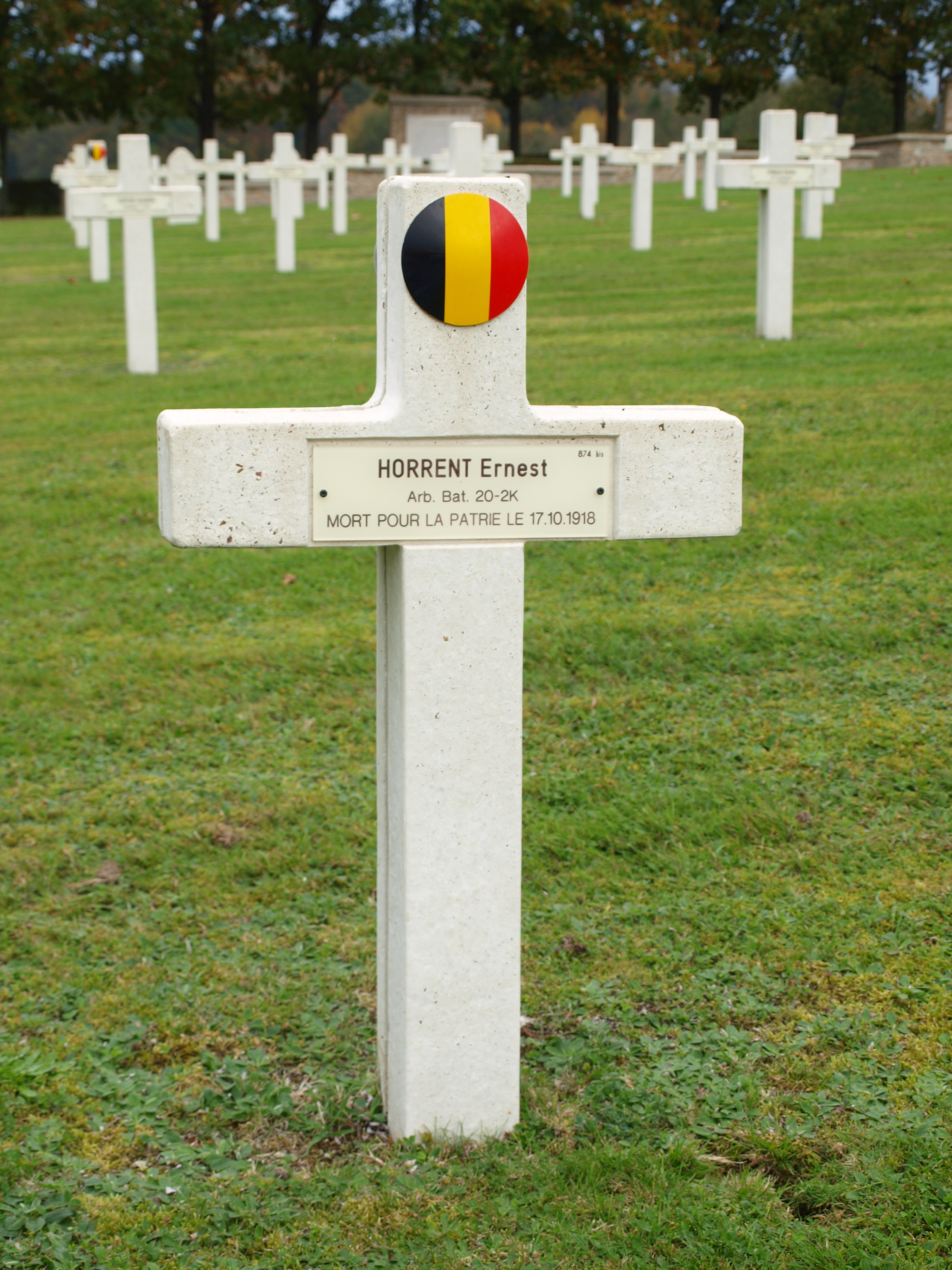
Graf van een Belgische soldaat
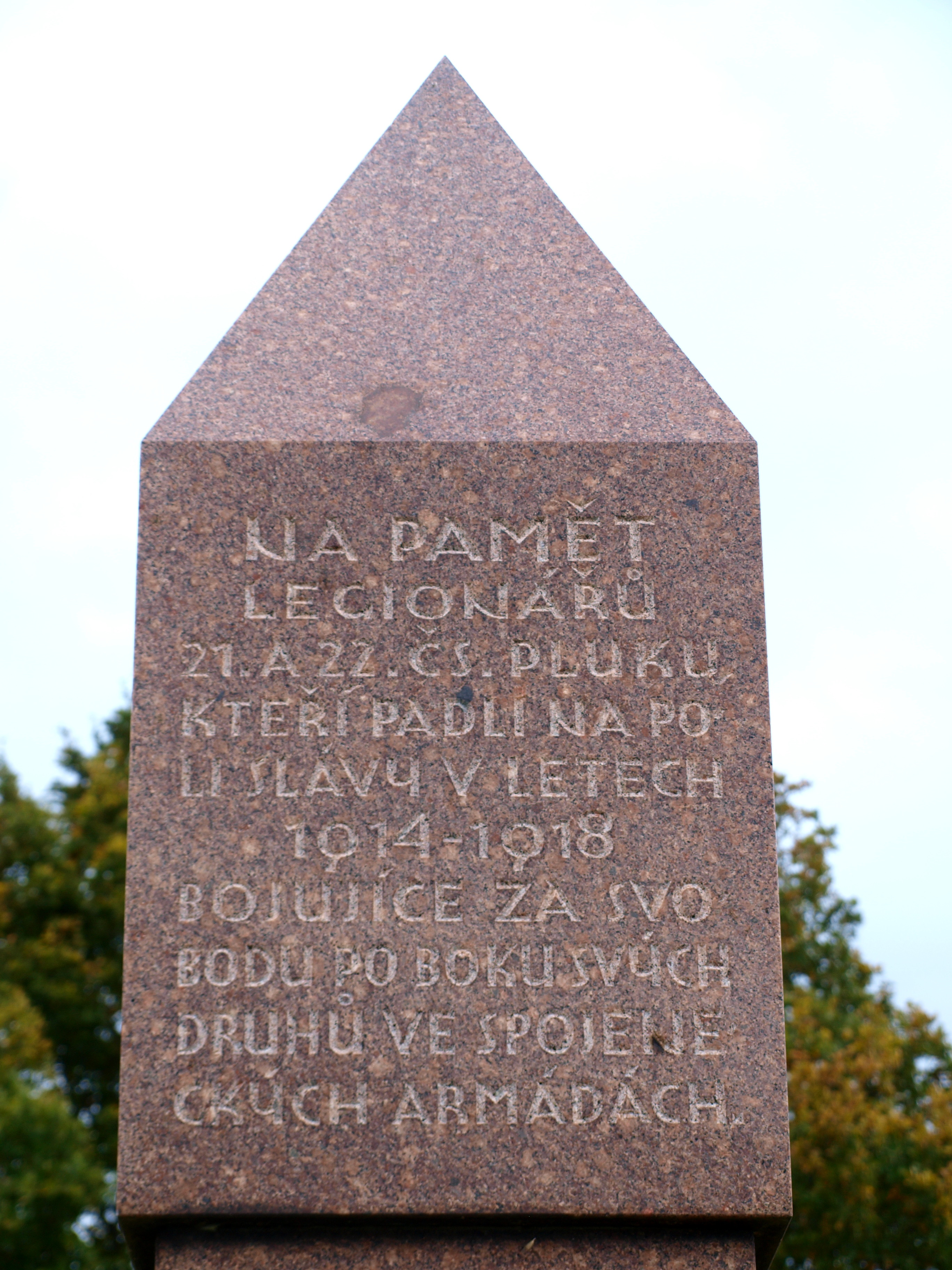
Gedenksteen op de Nécropole nationale française in het Tsjechisch
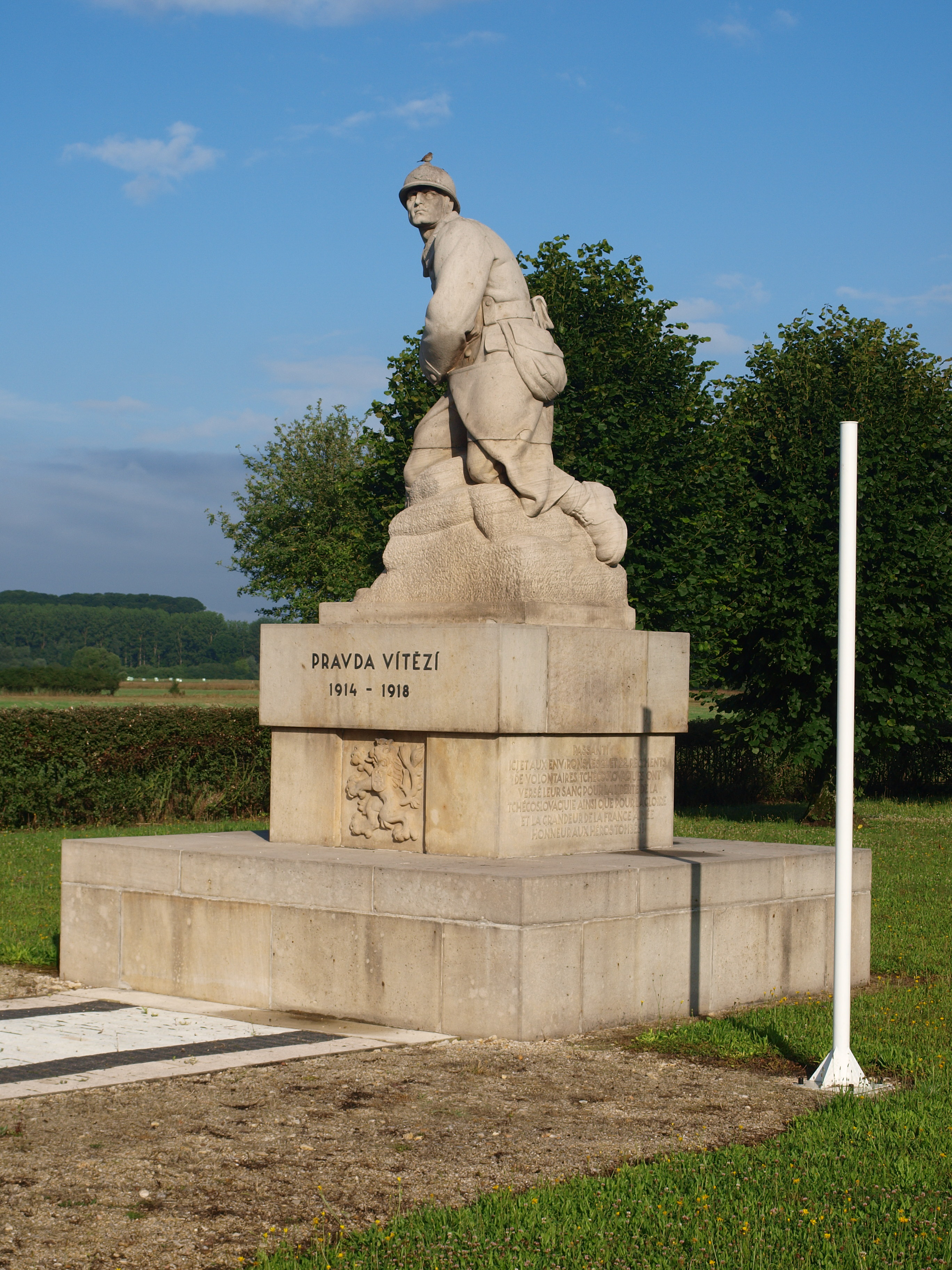
Monument voor de Tsjechoslowaakse strijders, ingehuldigd in 1918
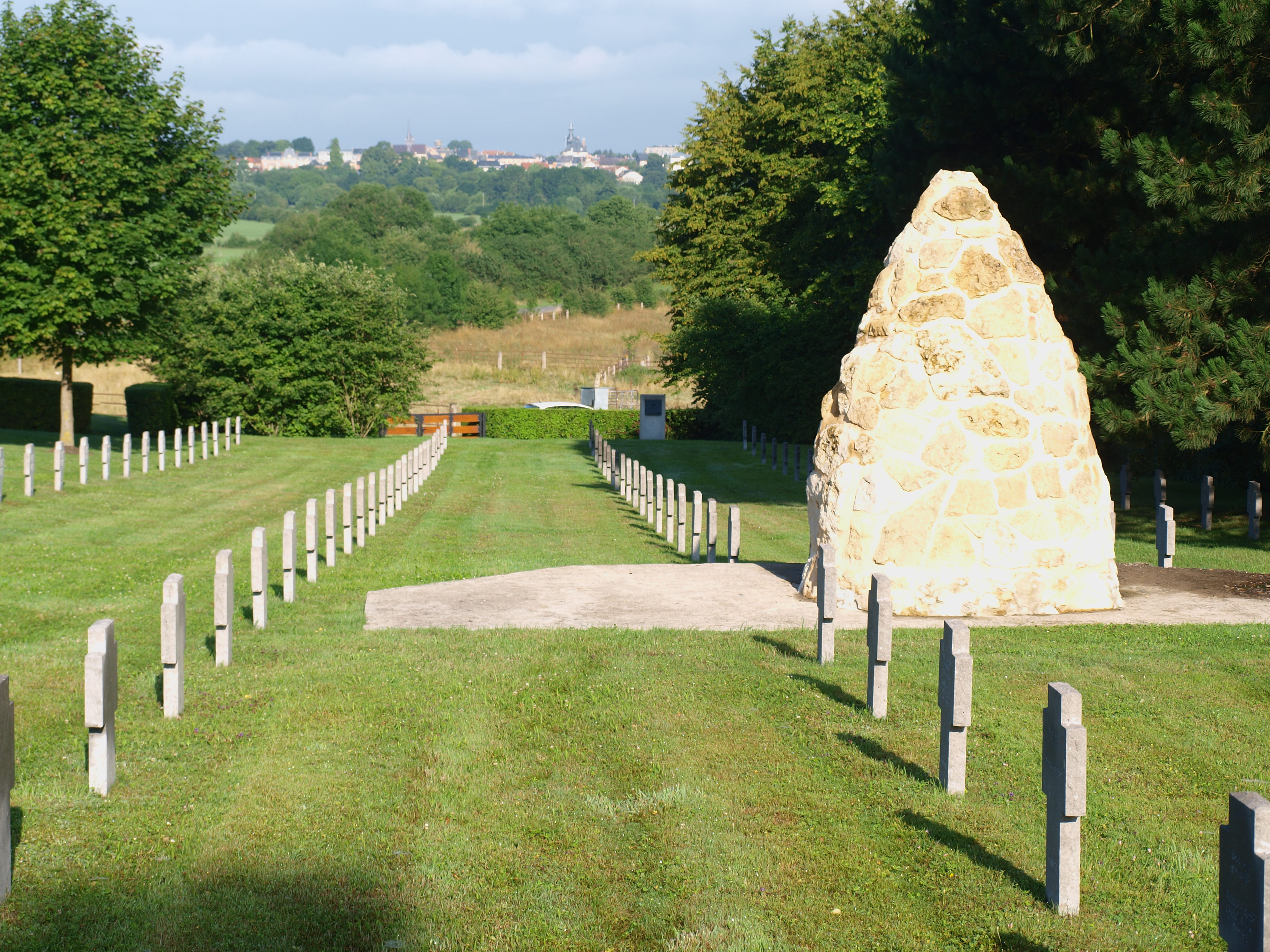
Duitse begraafplaats

## Geschiedenis
Op 1 april 1964 werd Chestres opgenomen in de gemeente Vouziers.
Blaise · Chestres · Condé-lès-Vouziers · Terron-sur-Aisne · Vouziers · Vrizy